# Región de Zlín
La Región de Zlín (en checo: Zlínský kraj; en alemán: Zliner Region, pronunciado /ˈzlɪnɐ ʁeˈɡi̯oːn/) es una unidad administrativa (kraj) de la República Checa, situada mayoritariamente en la región histórica de Moravia. La capital es Zlín.

## Distritos (población año 2018)
- Distrito de Kroměříž 105,670
- Distrito de Uherské Hradiště 142,434
- Distrito de Vsetín 143,291
- Distrito de Zlín 191,661

## Ciudades importantes
- Zlín
- Kroměříž
- Vsetín
- Valašské Meziříčí
- Uherské Hradiště
- Otrokovice
- Rožnov pod Radhoštěm
- Uherský Brod
- Holešov
- Bystřice pod Hostýnem
- Hulín
- Napajedla
- Slavičín
- Staré Město
- Brumov-Bylnice
- Luhačovice
- Chropyně
- Valašské Klobouky
- Kunovice
- Bojkovice